# باستر ستانلي
باستر ستانلي (بالإنجليزية: Buster Stanley)‏ هو لاعب كرة قدم أمريكية أمريكي، ولد في 14 مايو 1970 في يونغزتاون في الولايات المتحدة.